# 滨河街道 (吕梁市)
滨河街道，是中华人民共和国山西省吕梁市离石区下辖的一个乡镇级行政单位。

## 行政区划
滨河街道下辖以下地区：
东关社区、桥东社区、永东社区、交通路社区、城中社区、城东社区、前瓦窑坡村、东关村、七里滩村、后瓦窑坡村、杨家掌村、刘家庄村、张家庄村和王家庄村。